# Tetrastichus coorgensis
Tetrastichus coorgensis är en stekelart som först beskrevs av Chandy Kurian 1952.  Tetrastichus coorgensis ingår i släktet Tetrastichus och familjen finglanssteklar. Inga underarter finns listade i Catalogue of Life.